# Canthydrus serialis
Canthydrus serialis là một loài bọ cánh cứng trong họ Noteridae. Loài này được Fauvel miêu tả khoa học đầu tiên năm 1883.